# Zotter Schokolade
Zotter Schokolade GmbH – fabryka czekolady otwarta w 1999 roku przez kucharza i cukiernika, Josefa Zottera. Fabryka znajduje się w Bergl w gminie Riegersburg, w Styrii, Austria.
Co roku z około 250 ton ziaren kakao pochodzących z ekologicznych plantacji, głównie w Ameryce Południowej, wytwarza się 15 milionów tabliczek czekolady w 150 rodzajach, pitną czekoladę oraz inne produkty czekoladowe.

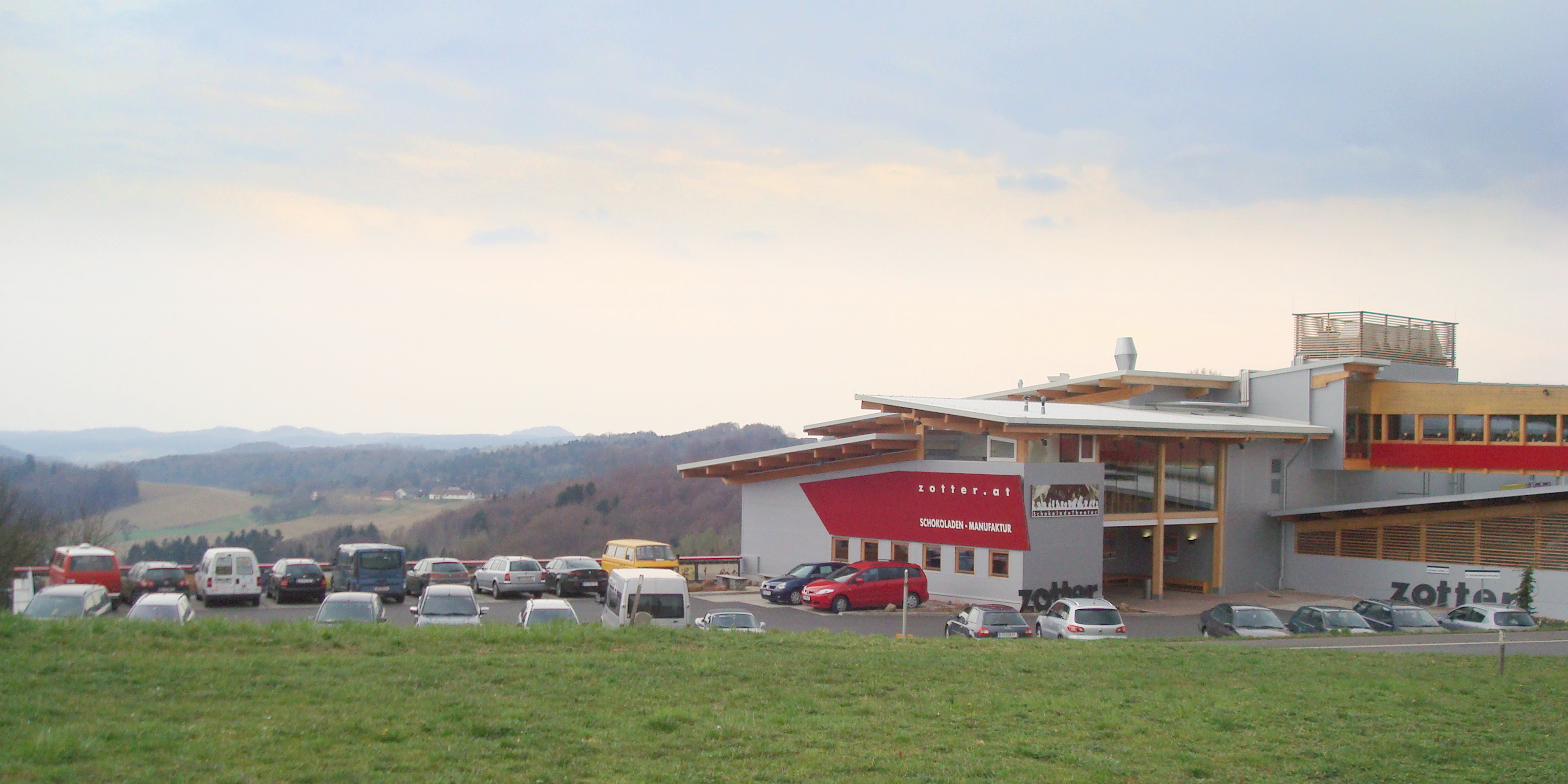
Fabryka czekolady Zottera w Bergl koło Riegersburga, Styria

## Historia
Przed otwarciem fabryki, Josef Zotter prowadził przez 12 lat cukiernię z czterema filiami, która zyskała sobie lokalną popularność dzięki tzw. „Tortom Zottera”. W 1999 r. po opracowaniu Czekolad Nadziewanych, otworzył Manufakturę Czekolady w stodole u swoich rodziców. Od roku 2004 Josef Zotter został partnerem Fair-Trade.
W tym samym roku fabryce czekolady Zottera przyznano nagrodę „Trophee Gourmet” w kategorii Produktów Gourmet za pomysłowe kreacje.
W roku 2005 Josef Zotter otrzymał tytuł „Przedsiębiorca roku” w kategorii małego biznesu.
W tym samym roku Josef Zotter angażuje się w projekty socjalne. Powstaje tzw. czekolada „VinziSchilcher”, związana z przytułkiem dla bezdomnych VinziDorf w Grazu. Obecnie najważniejszym projektem jest „Yummy! Meals for Schools” dla dzieci uchodźców z Birmy. Od 2007 produkty Zottera są ocenione przez Greenpeace jako „excellent” w zakresie społecznym, jak i ekologicznym.

## Współcześnie
W fabryce, zatrudniającej około 100 pracowników, wytwarza się ręcznie od 40.000 do 60.000 tabliczek czekolady dziennie.
Przedsiębiorstwo uzyskuje około 6-milionowy obrót rocznie.
Czekoladki Zottera eksportowane są głównie do Niemiec, ale także do Szwajcarii, Liechtensteinu, Włoch, Portugalii, Węgier, Słowenii, Czech, USA, Kanady, Wielkiej Brytanii, Belgii, Danii, Luksemburga, Zjednoczonych Emiratów Arabskich oraz Polski.

## Atrakcja turystyczna
Fabryka czekolady jest udostępniona dla turystów. W roku 2006 powstał projekt Schokoladen-Theater, czyli „Teatr Czekolady”. Podążając specjalnie wybudowaną w tym celu trasą, można prześledzić proces wytwarzania tabliczek czekolady, od stanu ziaren kakao, poprzez proces ich oczyszczania, rozdrabniania, mieszania, wzbogacania w inne produkty, takie jak mleko, cukier, a także dodatki smakowe, aż po pakowanie gotowego produktu. Na trasie zwiedzania znajdują się również stoiska do degustacji wyrobów czekoladowych.
Projektantem opakowań czekolad jest berliński artysta Andreas Gratze.

## Produkt
Asortyment obejmuje około 400 rodzajów czekolady w tym m.in. „Ananas z papryką”, „Róża z bazylią”, „Curry bananowe”, „Najlepszy tata na świecie”, „Zakochani”, „Pierwsza pomoc”.
Sezon 2007/2008 – produkcja czekolady pod wspólną nazwą BASIC z czystej kuwertury w tabliczkach 130 g.
Sezon 2008/2009 – powstaje seria Labooko. Labooko to zestaw dwóch tabliczek czekolady o różnych smakach. Opakowanie otwiera się jak książka, a na każdej z jej stron można przeczytać historię tej czekolady.
Marzec 2009 – powstaje seria Mitzi-Blue. Tabliczki czekolady mają kształt koła, ich opakowanie przypomina opakowanie płyty CD i sprzedawane są m.in. w księgarniach.
- 2004: Trophée Gourmet w kategorii „Produkty niezwykłe”
- 2005: Przedsiębiorca Roku w kategorii Rzemiosło
- 2006: Trigos – austriacka nagroda CSR (http://www.trigos.at/)
- 2006: Festiwal Eurochocolate w kategorii „Najlepszy Producent Zagraniczny” (http://www.eurochocolate.com/)
- od 2007: Produkty Zottera są ocenione przez Greenpeace jako „excellent” w zakresie społecznym, jak i ekologicznym.
- 2008: Trigos – za „Quality, not Poverty” ze rdzenną ludnością Nikaragui
- 2008: Organic Marketing Forum w Warszawie w kategorii „Best of Organic” (https://web.archive.org/web/20130824212054/http://www.organic-marketing-forum.org/)
- 2010: Trigos – za projekt „Cocoa, Not Cocaine”
- 2011: Zotter zdobywa Academy of Chocolate silver award w kategorii „best bean-to-bar milk chocolate”
- 2012: Zotter jako jeden z 8 chocolatierów na świecie otrzymuje maksymalną ocenę w książce Georga Bernardiniego „The Chocolate Tester”, a czekolada NICARAGUA 50% została uznana najlepszą czekoladą świata.
- 2013: Zotter uhonorowany zostaje Kennedy Award w Londynie jako „Most Creative Chocolate Company”
- 2013: Józef Zotter zostaje ambasadorem Caritas.
- 2014: Zotter jednym z pięciu najlepszych Chocolatiers w Europie wg „Financial Times” w artykule Jennifer Earle.
- 2014: Zotter otrzymuje Międzynarodową Nagrodę Chocolate (Niemcy, Austria, Szwajcaria) w kategorii czekolady nadziewane.
- 2015 Zotter jest wśród najlepszych 25 czekoladników na świecie: Tester czekolad Georg Bernardini w swoim badaniu objął 550 marek, 4000 produktów z 70 krajów (w porównaniu do 2012 roku 271 marek, 2700 produktów, w 38 krajach w teście), jego opinia: „Zotter jest i pozostaje na szczycie najlepszych producentów czekolady na świecie i zdecydowanie najbardziej innowacyjnych czekoladników ze wszystkich”
- 2015: Entrepreneur Of The Year 2015: Josef Zotter wygrywa w kategorii Handel & Konsumenci i będzie reprezentował Austrię w Monte Carlo w 2016- w konkursie Światowy Przedsiębiorca.
- 2016: Akademia Czekolady Award 2016 przyznaje Zotterowi spośród 17 zgłoszonych czekoladek 15 nagród- 2 złote, 8 srebrnych i 5 brązowych medali. To wyjątkowy wynik dla Zottera, obok najlepszych czekolad jak Amedei, Michel Cluizel i Demarquette.
- 2016: Uhonorowany przez Austriacką Federalną Izbę Gospodarczą jako „Zwycięzca Pasji”
- 2016 „World Entrepreneur Of The Year Award 2016” w Monte Carlo- Zotter uhonorowany prestiżowym trofeum „EY World Entrepreneur of the Year Hall of Fame”
- 2017 Zotter został wybrany spośród 25 najlepszych marek w Austrii, opublikowanych przez Young & Rubicam.
- 2017 Zotter wygrywa 2x Srebro i 3x Brąz na Academy of Chocolate Awards w Londynie z ciemnymi czekoladkami Labooko.
- 2017 Zotter został nominowany do austriackiej nagrody „Climate Protection Award 2017”. Projekt „Ochrona środowiska jako koncepcja sukcesu” został wybrany przez jury jako jeden z trzech najlepszych w branży.
- 2017 Zotter „Labooko Roku 2016” przyznana brązowa nagroda w kategorii ciemna czekolada na wpływowym Northwest Chocolate Festival 2017 w Seattle- w sumie było 200 kandydatów. Czekolada Labooko „Vintage 2016” opracowana przez Josef Zottera wraz z córką Julią na 30 rocznicę powstania fabryki.
- 2018 Zotter wygrywa nagrodę „Energy Globe Styria”, przyznawaną przez prowincję Styrii i Energie Steiermark AG. Zaledwie kilka tygodni później Zotter został wybrany ogólnokrajowym zwycięzcą z ponad 2000 zgłoszonych projektów z 182 krajów, najważniejszej nagrody ekologicznej na świecie, i otrzymuje nagrodę Energy Globe Austria Award.
- 2018 Zotter wygrywa 1x Złoto 4x Srebro i 6 x Brąz na „Academy of Chocolate Award” w Londynie z ręcznie robionymi czekoladkami, napojami czekoladowymi, Nougsus i ciemnymi Labooko.
- W 2018 roku Josef Zotter otrzymuje herb Styrii. LH Hermann Schützenhöfer przekazał nagrodę, przyznawaną firmom odnoszącym sukcesy, w celu uhonorowania ich wybitnych osiągnięć w odniesieniu do lokalizacji biznesowej Styrii.